# Delta (Wisconsin)
Delta es un pueblo ubicado en el condado de Bayfield en el estado estadounidense de Wisconsin. En el Censo de 2010 tenía una población de 273 habitantes y una densidad poblacional de 1,46 personas por km².

## Geografía
Delta se encuentra ubicado en las coordenadas 46°27′39″N 91°17′50″O / 46.46083, -91.29722. Según la Oficina del Censo de los Estados Unidos, Delta tiene una superficie total de 187.16 km², de la cual 180.68 km² corresponden a tierra firme y (3.46%) 6.48 km² es agua.

## Demografía
Según el censo de 2010, había 273 personas residiendo en Delta. La densidad de población era de 1,46 hab./km². De los 273 habitantes, Delta estaba compuesto por el 96.7% blancos, el 0% eran afroamericanos, el 0.73% eran amerindios, el 0% eran asiáticos, el 0% eran isleños del Pacífico, el 0% eran de otras razas y el 2.56% pertenecían a dos o más razas. Del total de la población el 0% eran hispanos o latinos de cualquier raza.